# Schloss Natzlaff
Schloss Natzlaff (polnisch Palac w Nacławiu) ist ein Schloss in Nacław in der Woiwodschaft Westpommern. Es gehört zur Stadt-und-Land-Gemeinde Polanów (Pollnow) im Powiat Koszaliński (Köslin) in Polen.
Der Ort ist eine alte Grundherrschaft, die in der frühen Neuzeit an die von Glasenapp verliehen wurde. Im Jahr 1560 ließ Antonius von Glasenapp eine Mühle bauen. Dafür wurde ein Wasserlauf umgeleitet, wodurch es zu einem Streit mit den benachbarten Ramel kam. 
Der heute erhaltene Bau ist ein eingeschossiger, walmgedeckter Bau aus dem 18. Jahrhundert.
Die letzte Herrin von Schloss Natzlaff und der Herrschaft Nadebahr, Tata Freifrau von Senden, geb. Von Elzel, floh am Ende des Zweiten Weltkrieges nach Baden und starb am 22. August 1964 in Schloss Langenstein.
Nach 1945 wurde das Gut Staatsgut mit zunächst noch deutschen Beschäftigten.